# Argyronome samana
Argyronome samana är en fjärilsart som beskrevs av Hans Fruhstorfer 1907. Argyronome samana ingår i släktet Argyronome och familjen praktfjärilar. Inga underarter finns listade i Catalogue of Life.